# LaRue
LaRue was een christelijke band gevormd door Phillip en Natalie LaRue, beide Amerikaanse popzangers en songwriters. In 2000 brachten zij hun eerste album genaamd LaRue uit.. In 2003 ging de band uit elkaar, waarna de leden zich op hun solocarrière gingen richten.

## Bandleden
- Phillip LaRue - Gitaar, zang
- Natalie LaRue - Zang

## Discografie

### Albums
- LaRue (2000)

### Singles
- Waiting Room (Maxisingle, 1999)
- LaRue (Reunion, 2000)
- Transparent (Reunion, 2001)
- Reaching (Reunion, 2002)

## Tours
- Rebecca St. James'